# Mādhoganj
Mādhoganj är en ort i Indien.   Den ligger i distriktet Hardoi och delstaten Uttar Pradesh, i den centrala delen av landet, 300 km sydost om huvudstaden New Delhi. Mādhoganj ligger 142 meter över havet och antalet invånare är 10 299.
Terrängen runt Mādhoganj är mycket platt. Runt Mādhoganj är det tätbefolkat, med 659 invånare per kvadratkilometer. Närmaste större samhälle är Bilgrām, 12,5 km nordväst om Mādhoganj. Trakten runt Mādhoganj består till största delen av jordbruksmark.